# Parvaneh Mafi
Parvaneh Mafi (Perzisch: پروانه مافی) (Kermanshah, 1958) is een Iraanse politica en lid van de Majlis van Iran. Haar kiesdistrict is Teheran. Verder is Mafi een vrouwenrechtenactiviste en houdt zich actief bezig met de bevordering van de vrouwenemancipatie.